# Trestka
Trestka – herb szlachecki.

## Opis herbu
W polu srebrnem – na pasie prawo-ukośnym czerwonym trzy krzyże złote kawalerskie. Nad hełmem w koronie pięć piór strusich.

## Najwcześniejsze wzmianki
Boniecki pisze o: Luszkowskich herbu Trestka z Luszkówka w powiecie świeckim, w Prusach. Wojciech z Luszkówka miał świadczyć w 1309 r. w procesie przeciw Krzyżakom.

## Herbowni
Luszkowski, Trestka, Zembowski, Trop, Łuszkowski, Tropp.